# Società Letteraria di Verona
La Società Letteraria di Verona è stata istituita nel 1808, ed è uno dei più antichi gabinetti di lettura d'Italia.
I tredici soci fondatori sono:

Alessandro Torri, letterato;

Ciro Pollini, naturalista;

Giuseppe Zamboni, prete e professore di fisica;

Giambattista Gazola letterato e studioso di scienze naturali;

Luigi Torri, professore di chirurgia;

Giovanni Bottagisio, letterato;

Alessandro Brognoligo, giureconsulto;

Bernardo Angelini, agronomo;

Giacomo Bertoncelli,  chimico farmacista;

Giovanni Battista Giramonti, letterato;

Pietro Simeoni, commerciante;

Giacomo Antonio Pinali, commerciante;

Carlo Camuzzoni, segretario particolare del prefetto.

La Società Letteraria è sorta per iniziativa di possidenti e professionisti, mantenendo durante il periodo di attività un'impronta laica e pluralista e rimanendo fino ad oggi un importante centro di cultura per Verona, in particolare durante l'occupazione austriaca, quando fu il centro di riferimento per la cultura risorgimentale, ma anche durante il regime fascista.
Tra gli associati più importanti ci sono Aleardo Aleardi, Cesare Lombroso, Carlo Montanari e Ippolito Pindemonte.